# Giorgio Parodi
Giorgio Parodi (Venezia, 15 aprile 1897 – Genova, 18 agosto 1955) è stato un aviatore, militare e imprenditore italiano, veterano della prima guerra mondiale; combatté anche durante la Guerra d'Etiopia e la seconda guerra mondiale, venendo decorato con cinque medaglie d'argento e una di bronzo al valor militare. Fondò con Carlo Guzzi l'azienda motociclistica Moto Guzzi.
(dalla lettera-testamento di Giorgio Parodi ai figli.)

## Biografia
Nacque a Venezia nel 1897, figlio di Emanuele Vittorio, noto armatore genovese; si arruolò volontario nella Regia Marina allo scoppio della prima guerra mondiale e, in quanto non ancora maggiorenne, dovette chiedere il permesso paterno. Partì con il proprio motoscafo, ma qualche tempo dopo si appassionò al mondo dell'aviazione. 
Il 2° Capo Meccanico Parodi chiese ed ottenne di conseguire il brevetto di pilota e poi di pilota militare, volando a bordo degli idrovolanti Macchi L.3 della 252ª Squadriglia basata all'isola di Sant'Andrea (Venezia). 
Nell'estate del 1917 fu decorato con una prima medaglia d'argento al valor militare per aver partecipato a numerose missioni.
Passato alla 260ª Squadriglia su Macchi M.5, il 24 febbraio 1918 Parodi viene abbattuto dall'asso Franz Gräser su Albatros D.III, riuscendo a rientrare ammarando in zona italiana. 
Successivamente, mentre attaccava un pallone da osservazione nemico fu a sua volta attaccato da un aereo da caccia, rimanendo ferito, ma riuscì a rientrare alla base con il suo velivolo. Per questo fatto fu decorato con una seconda medaglia d'argento al valor militare. Trasferito dal mese di maggio ai velivoli della caccia terrestre della 241ª Squadriglia del Lido di Venezia, conseguì due vittorie aeree in 26 missioni operative, e fu decorato con una terza medaglia d'argento al valor militare.
Il 6 agosto 1917, su uno Hanriot HD.1, abbatté un dirigibile Drachen ed un ricognitore Brandenburg vicino a San Stino di Livenza.
In quel periodo conobbe alla Stazione idrovolanti di Venezia il meccanico di aerei Carlo Guzzi, col quale condivideva la passione per le moto e le corse motociclistiche. Grazie a un prestito di 1.000 lire ottenuto dal padre, il 15 marzo 1921 fondò a Genova la "Società Anonima Moto Guzzi" insieme al suo amico Carlo. La produzione cominciò in un piccolo stabilimento a Mandello del Lario nell'attuale provincia di Lecco.
La prima moto sviluppata dai due fu la G.P., nome derivato dalle iniziali di Guzzi e Parodi. "G.P." erano però anche le sue iniziali, per cui Giorgio, onde evitare fraintendimenti e con un grande gesto di lealtà e di generosità verso il progettista Carlo Guzzi, decise di cambiare il nome della moto commerciale derivata dalla G.P. (la Normale) in Moto Guzzi, riservandosi la scelta del logo con l'aquila d'oro, simbolo degli aviatori militari.
Rimasto sempre appassionato al mondo aeronautico, fu promotore della costituzione della sezione genovese del Reale Aero Club d'Italia (RAeCI)
Nel corso del 1935 partì, di nuovo volontario, per la guerra d'Etiopia, dove ottenne un'altra medaglia di bronzo al valor militare per un attacco a volo radente effettuato sull'aeroporto di Addis Abeba.

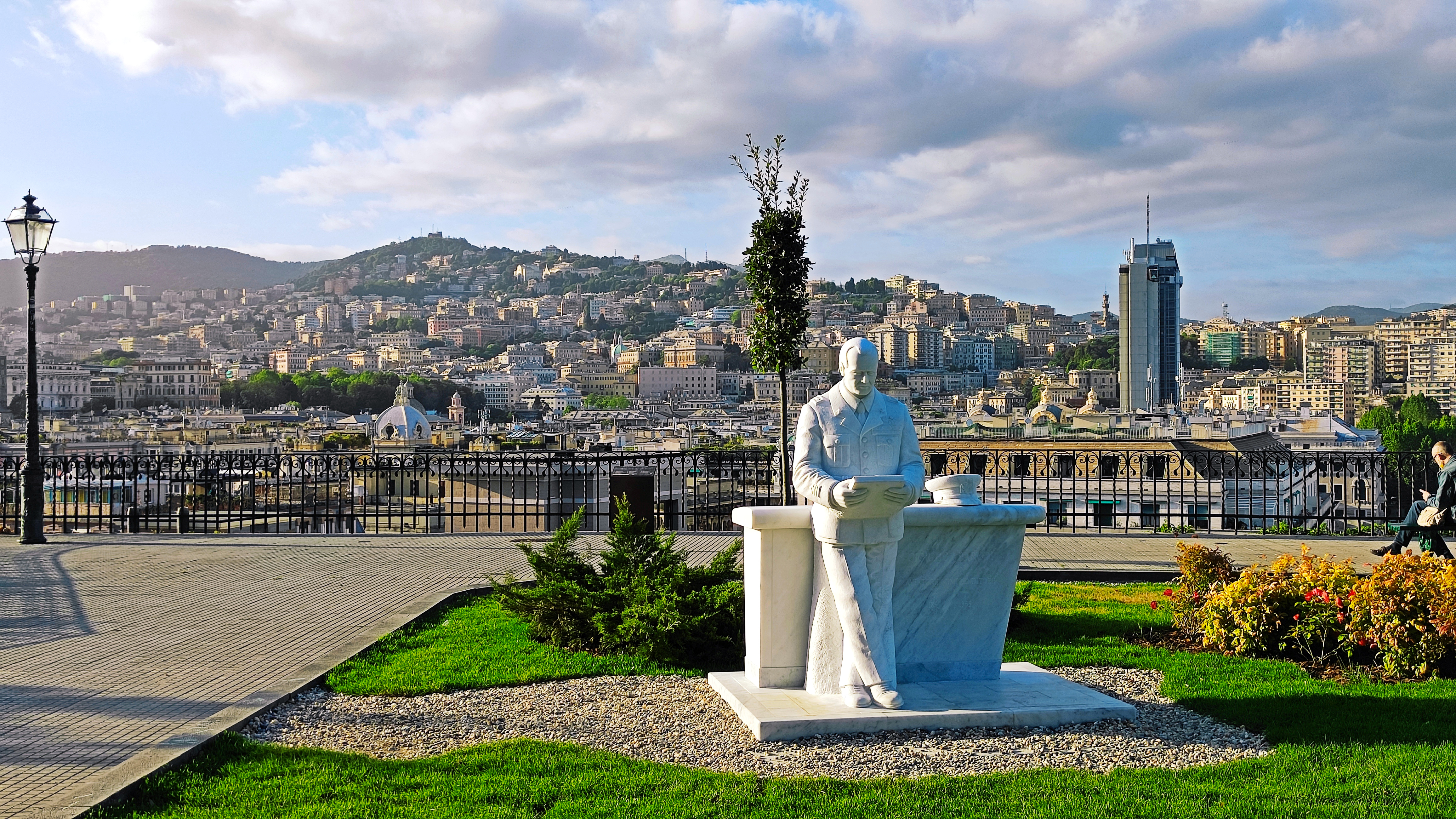
Statua a Giorgio Parodi presso il Belvedere di Mura delle Cappuccine a Genova

Arruolatosi volontario per la terza volta allo scoppio della seconda guerra mondiale, il 15 giugno 1940, durante una ricognizione fotografica sul porto di Tolone, il bimotore Fiat B.R.20 Cicogna da lui pilotato venne colpito da un caccia Dewoitine D.520, incendiandosi. Egli rimase ai comandi per consentire ai sopravvissuti dell'equipaggio  di lanciarsi, prima di paracadutarsi a sua volta in mare.
Trasferito successivamente in Africa Settentrionale nel maggio 1941, entrò in servizio nel 50º Stormo Assalto, venendo decorato con una quarta medaglia d'argento nel maggio 1942, quando decollò alla ricerca di un aereo non rientrato dalla missione. Durante il lungo volo sul deserto, un motore andò in avaria ed esplose, causandogli serie ferite al volto. Malgrado ciò fornì al secondo le indicazioni per il rientro e, una volta atterrato, riferì sulle ricerche e diede istruzioni su come continuarle; venne poi operato, ma le gravi lesioni gli causarono la perdita di un occhio e non poté più volare.
Nel 1954 contribuì a finanziare parte della "Scuola materna comunale Aldo Natoli" insieme al fondatore, il commendatore Aldo Natoli, a Lierna sul lago di Como, creando un metodo prescolastico innovativo.
Parodi, che fu mentore della pioniera dell'aviazione Carina Massone Negrone, morì il 18 agosto 1955, lasciando una figlia (Marina) e due figli (Roberto e Andrea) nati in seguito al matrimonio (avvenuto a Genova nel novembre del 1937) con Elena Cais dei conti di Pierlas, nipote del famoso storico nizzardo Eugenio Cais di Pierlas.
A Genova, nel quartiere di Albaro, la strada che unisce via Angelo Orsini e Via Puggia è intitolata a Giorgio Parodi, "aviatore pluridecorato al valor militare", mentre nel quartiere di Carignano gli è dedicata una statua.

## Lo sport
Giorgio Parodi fu un grande appassionato degli sport motoristici. Sui campi di gara si presentava spesso sotto lo pseudonimo di "Lattuga", come al tempo usavano molti piloti delle famiglie nobili o molto conosciute, per riservatezza. Aveva scelto tale nomignolo perché definiva una verdura tra le più umili, privo di ogni enfasi e adatto a sottolineare il principio di essenzialità che caratterizzò tutta la sua vita.
Nel periodo tra le due guerre fu pilota istruttore e da competizione. Vinse l'Avioraduno Sahariano tenutosi a Tripoli nel 1935,  e poi il IV Avioraduno del Littorio, tenutosi a Rimini il 15 luglio 1939. Nello stesso anno e a bordo dello stesso aereo SAI 7, conquistò il primato mondiale di velocità di volo in circuito chiuso sulla distanza di 100 km, alla media di 392 km/h.
Nel campo motociclistico Parodi rappresentò la vera anima sportiva della Moto Guzzi, in perenne "lotta" con il socio Carlo Guzzi che avrebbe preferito dedicare i suoi preziosismi tecnici esclusivamente a migliorare l'affidabilità, le prestazioni e il comfort della produzione di serie.
L'attività sportiva della Guzzi, sotto la direzione di Parodi, fu improntata alla minuziosa attenzione e controllo di ogni particolare, oltre che a uno spirito di competizione che si rifaceva alle norme cavalleresche osservate dagli aviatori della prima guerra mondiale.
Ad esempio, quando la sua scuderia vinceva la gara faceva accompagnare il pilota alla premiazione da un solo rappresentante dell'azienda, scelto a turno tra i più meritevoli. Invece, quando la vittoria andava agli avversari, tutti gli addetti della squadra e i piloti, senza eccezioni, avevano ordine di presenziare sotto il podio per applaudire il vincitore.

### Annotazioni
1. ↑  Si trattava di 16 missioni di ricognizione e di 12 da bombardamento.
2. ↑  Insieme a Guzzi e Parodi avrebbe dovuto esserci come socio anche l'aviatore e commilitone Giovanni Ravelli, che però decedette in un incidente aereo nel corso del 1919. L’aquila d’oro ad ali spiegate che si vede su tutte le moto della Guzzi rappresenta la presenza eterna di Giovanni Ravelli nella società e fu adottata per espresso desiderio di Parodi e Guzzi.
3. ↑  Che nel 1936 cambiò la denominazione in Reale Unione Nazionale Aeronautica (RUNA).
4. ↑  Due membri dell'equipaggio del B.R.20 rimasero uccisi nell'azione.
5. ↑  Il suo comandante l'aveva proposto per la concessione della Medaglia d'oro al valor militare, che non fu accettata.

### Fonti
1. ↑  Mancini 1936, p. 482.
2. ↑  Massimo Zamorani, Il pilota «lattuga» che fondò la Guzzi, Il Giornale, 18 agosto 2005.
3. 1 2 3 4 5 6 7 8 9 10  Antonio Pannullo, Giorgio Parodi, l'asso dell'aviazione fascista che fondò la Moto Guzzi, Il Secolo d'Italia, Genova, 18 agosto 2015.
4. ↑  Lioy 1965, p. 43.
5. ↑  Lioy 1965, p. 76.
6. ↑  Ufficio Storico dell'Aeronautica Militare 1977, p. 153.
7. ↑  Ufficio Storico dell'Aeronautica Militare 1977, p. 154.
8. ↑   Ecco la nuova statua di Giorgio Parodi: l’inaugurazione con lo show delle Frecce Tricolori, su genova24.it. URL consultato il 29 maggio 2021.
9. ↑  Il genovese Giorgio Parodi vince l'avioraduno sahariano, in Le vie dell'aria,  9 giugno 1935.
10. 1 2 3  Gianni Perrone, Moto Guzzi 4 "La Romana", Moto Storiche - 12/1997, Editoriale C&C, Milano.
11. ↑  Associazione Arma Aeronautica Genova - Gruppo Ricerche Storiche - Giorgio Parodi Archiviato il 3 marzo 2016 in Internet Archive..